# Herbert Huber
Pour les articles homonymes, voir Huber.
Herbert Huber, né le 4 décembre 1944 à Kitzbühel, Tyrol et mort le 15 juillet 1970 dans la même ville, était un skieur alpin autrichien des années 1960.

## Palmarès

### Jeux olympiques
| Épreuve / Édition | Descente | Géant | Slalom |
| JO 1968 Grenoble  | —        | —     | Argent |

### Championnats du monde
| Épreuve / Édition         | Descente | Géant | Slalom      | Combiné |
| Mondiaux 1966 Portillo    | —        | —     | Abandon     | —       |
| JO 1968 Grenoble          | —        | —     | Argent      | —       |
| Mondiaux 1970 Val Gardena | —        | —     | Non partant | —       |

### Coupe du monde
Herbert Huber obtient son meilleur classement général en 1968, avec la 3e place. Il se classe par ailleurs 3e de la Coupe du monde de slalom géant cette même année. Il est monté à onze reprises sur le podium et compte trois victoires.

#### Différents classements en Coupe du monde
| Saison / Épreuve | Saison / Épreuve | Général | Général | Slalom | Slalom | Slalom géant | Slalom géant |
| ---------------- | ---------------- | ------- | ------- | ------ | ------ | ------------ | ------------ |
| Saison / Épreuve | Saison / Épreuve | Class.  | Points  | Class. | Points | Class.       | Points       |
| 1967             | 1967             | 8e      | 58      | 6e     | 44     | 11e          | 14           |
| 1968             | 1968             | 3e      | 112     | 4e     | 60     | 3e           | 52           |
| 1969             | 1969             | 10e     | 62      | 5e     | 60     | 29e          | 2            |
| 1969             | 1969             | 26e     | 22      | 12e    | 20     | 27e          | 2            |

| Épreuve / Saison | Slalom       | Slalom géant             | Total |
| ---------------- | ------------ | ------------------------ | ----- |
| 1967             | Jackson Hole |                          | 1     |
| 1968             |              | Rossland Heavenly Valley | 2     |
| Total            | 1            | 2                        | 3     |

### Arlberg-Kandahar
- Meilleur résultat : 2e place dans les slaloms 1966 (II) à Mürren et 1968 à Chamonix